# Ehringhauser Heide
Ehringhauser Heide war eine Hofschaft in der Stadt Halver im Märkischen Kreis im Regierungsbezirk Arnsberg in Nordrhein-Westfalen (Deutschland). Der Wohnplatz fiel um 1900 wüst.

## Lage und Beschreibung
Ehringhauser Heide lag auf einer Höhe von 360 m ü. NHN im östlichen Halver im Quellbereich des Vömmelbachs. Nachbarorte waren Pottheinrich, Ehringhausen, Vömmelbach Grünewald, Oberbrügge und Berge.

## Geschichte
Ehringhauser Heide wurde erstmals 1645 urkundlich erwähnt, die Entstehungszeit der Siedlung wird aber für den Zeitraum zwischen 1050 und 1200 infolge der Rodungsphase nach der hochmittelalterlichen Territorialbildung vermutet. Der Hof war ein Abspliss des Lehnsgut Volme.
1818 lebten vier Einwohner im Ort. 1838 gehörte Ehringhauser Heide der Ehringhauser Bauerschaft innerhalb der Bürgermeisterei Halver an. Der laut der Ortschafts- und Entfernungs-Tabelle des Regierungs-Bezirks Arnsberg als Hof kategorisierte Ort besaß zu dieser Zeit zwei Wohnhäuser und zwei landwirtschaftliche Gebäude. Zu dieser Zeit lebten 13 Einwohner im Ort, allesamt evangelischen Glaubens.
Das Gemeindelexikon für die Provinz Westfalen von 1887 gibt eine Zahl von zwei Einwohnern an, die in einem Wohnhaus lebten.